# السليم (قرية)
السليم هي إحدى قرى النوبة والتي تقع في دولة السودان في منطقة دنقلا .